# Alfredo Grelak
Alfredo Grelak est un joueur de football, né le 20 juin 1970 à Berazategui (Argentine).

## Biographie
Il évoluait au poste de libéro. Recruté à Caen en 1997 par Gabriel Calderón, il est expulsé dès son second match et ne retrouvera jamais sa place en équipe première.
Il prend sa retraite de footballeur en juillet 2006, ayant joué 353 matches et marqué 24 buts.
En 2007, il fait partie du staff de Quilmes AC. En 2009, il est engagé pour entraîner les équipes de jeunes de San Lorenzo,.

## Sources
1. ↑  (es) El gran Alfredo se retiró sin tocar el balón
2. ↑  (es) lunes 14 de septiembre de 2009 Alfredo Grelak
3. ↑  (es) 22/12/09 Alfredo Grelak
4. ↑  (es) Grelak en la Escuela de DT

- Ressources relatives au sport :   - BDFA
  - FootballDatabase
  - Transfermarkt
  - Transfermarkt (managers)